# Franz Josef Schumann
Franz Josef Schumann (* 4. Juli 1948 in St. Wendel) ist ein deutscher Kommunalpolitiker (CDU). Zwischen 1992 und 2007 amtierte er als Landrat des Landkreises St. Wendel. Schumann war von 2008 bis 2013 Präsident des Sparkassenverbandes Saar sowie von 2008 bis 2019 Präsident des Saarländischen Fußballverbandes.

## Ausbildung und Beruf
Schumann besuchte das Staatliche Aufbaugymnasium Ottweiler und studierte anschließend Rechtswissenschaften an der Universität des Saarlandes. 1975 begann er seine berufliche Laufbahn als Regierungsassessor beim Landkreis St. Wendel. Nach einer zweimonatigen Abordnung an die Vertretung des Saarlandes beim Bund wurde Schumann 1982 zum Regierungsoberrat und staatlichen Vertreter des Landrats Waldemar Marner befördert, ab 1987 war er als Kreisverwaltungsdirektor tätig.

## Politik und Ehrenamt
Schumann ist seit 1972 Mitglied der CDU. Am 11. November 1991 wurde er vom Kreistag mit 14:13 Stimmen zum Landrat des Landkreises St. Wendel gewählt; seine Amtszeit begann am 1. März 1992. Bei der folgenden Direktwahl im Juni 2001 wurde Schumann mit 70,6 Prozent im Amt bestätigt, sein Gegenkandidat Armin Lang (SPD) erhielt 29,4 Prozent der Stimmen. Zeitweise wirkte der Jurist auch als Vorsitzender des Landkreistages Saarland. Schumann schied zum Ende des Jahres 2007, etwa zwei Jahre vor dem Ende der Legislaturperiode, aus dem Amt des Landrats aus, Nachfolger wurde sein Parteikollege Udo Recktenwald. Im März 2007 war Schumann zum Präsidenten des Sparkassenverbandes Saar gewählt worden; dieses Amt übte er vom Beginn des Jahres 2008 bis zu seinem altersbedingten Ausscheiden Ende 2013 aus.
Schumann ist verheiratet und hat zwei Töchter. Er engagierte sich 27 Jahre lang ehrenamtlich im Vorstand des DRK-Kreisverbandes St. Wendel, zuletzt als Kreisvorsitzender. Am 31. Mai 2008 wurde Schumann auf dem Verbandstag des Saarländischen Fußballverbandes (SFV) als Nachfolger von Günter Müller zum Verbandspräsidenten gewählt, zeitgleich erfolgte der Beschluss einer Spielklassenstrukturreform mit der Einführung der Saarlandliga ab Sommer 2009. Wiederwahlen erfolgten in den Jahren 2011, 2014 und 2017. Am 7. März 2019 verurteilte ihn das Landgericht Saarbrücken wegen Vorteilsgewährung im Zusammenhang mit der Finanzaffäre beim Landessportverband für das Saarland (LSVS) zu einer Geldstrafe. Daraufhin erklärte Schumann Ende März 2019 seinen Rücktritt als Präsident des Fußballverbands. Bis zur Wahl von Heribert Ohlmann im September 2020 übernahmen die Vizepräsidenten Bernhard Bauer und Adrian Zöhler übergangsweise dieses Amt.